# Wat Saket
Le Wat Saket Ratcha Wora Maha Wihan (thaï : วัดสระเกศราชวรมหาวิหาร), plus connu sous le nom de Wat Saket, est un temple bouddhique (Wat) du khet de Pom Prap Sattru Phai à Bangkok. Son chedi doré, construit sur une colline artificielle de 75 m, lui a valu le surnom de Temple de la montagne d'or. Il renfermerait une relique du Bouddha.
Le Wat Saket date de l'époque d'Ayutthaya ; il portait alors le nom de Wat Sakae. Le roi Rama Ier (r. 1782-1809) le restaura et le renomma Wat Saket.

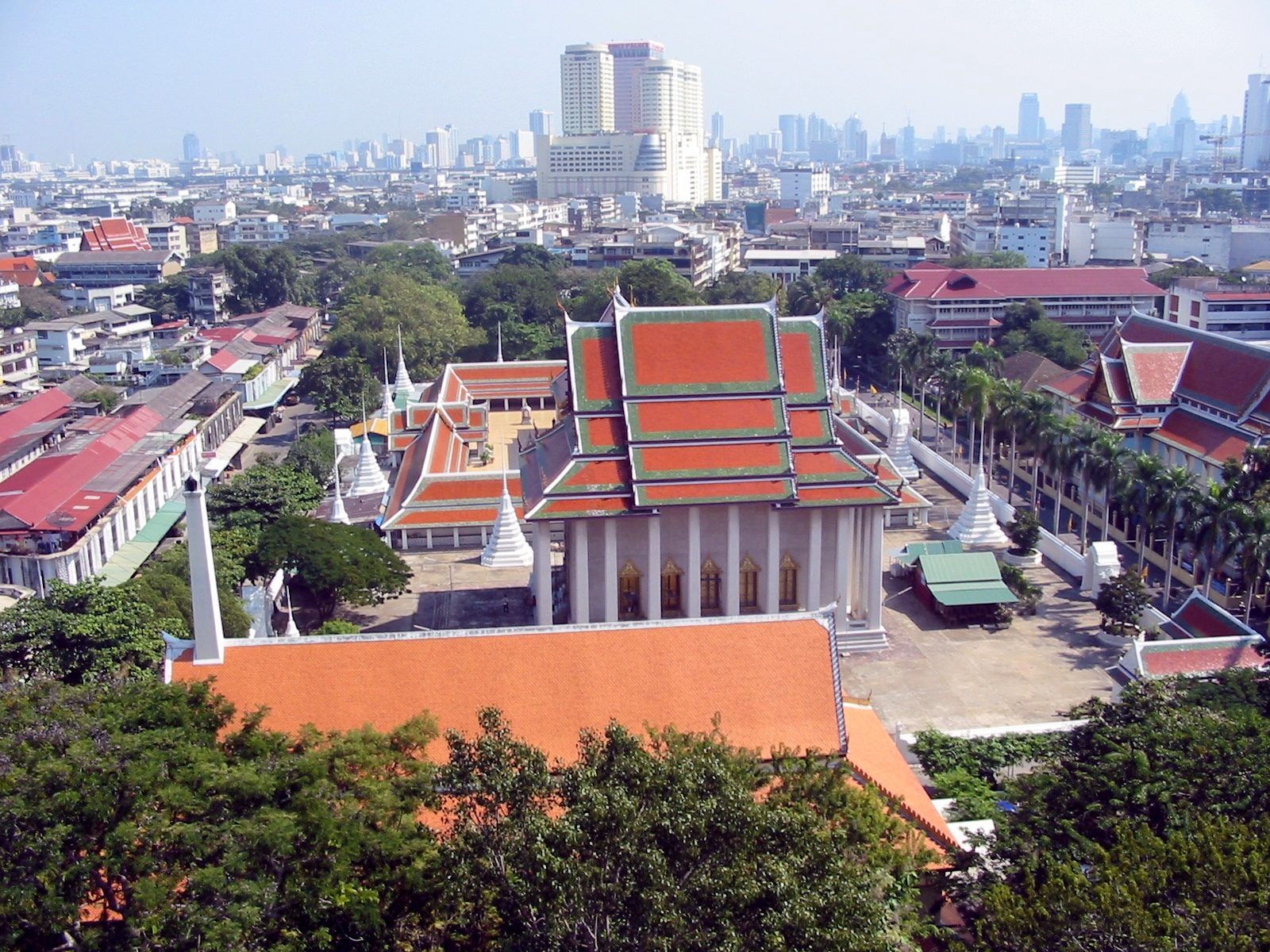
Wat Saket vu depuis la montagne d'or

## La montagne d'or
Le Phu Khao Thong (thaï : ภูเขาทอง, montagne d'or) est une colline artificielle édifiée dans l'enceinte du Wat Saket.

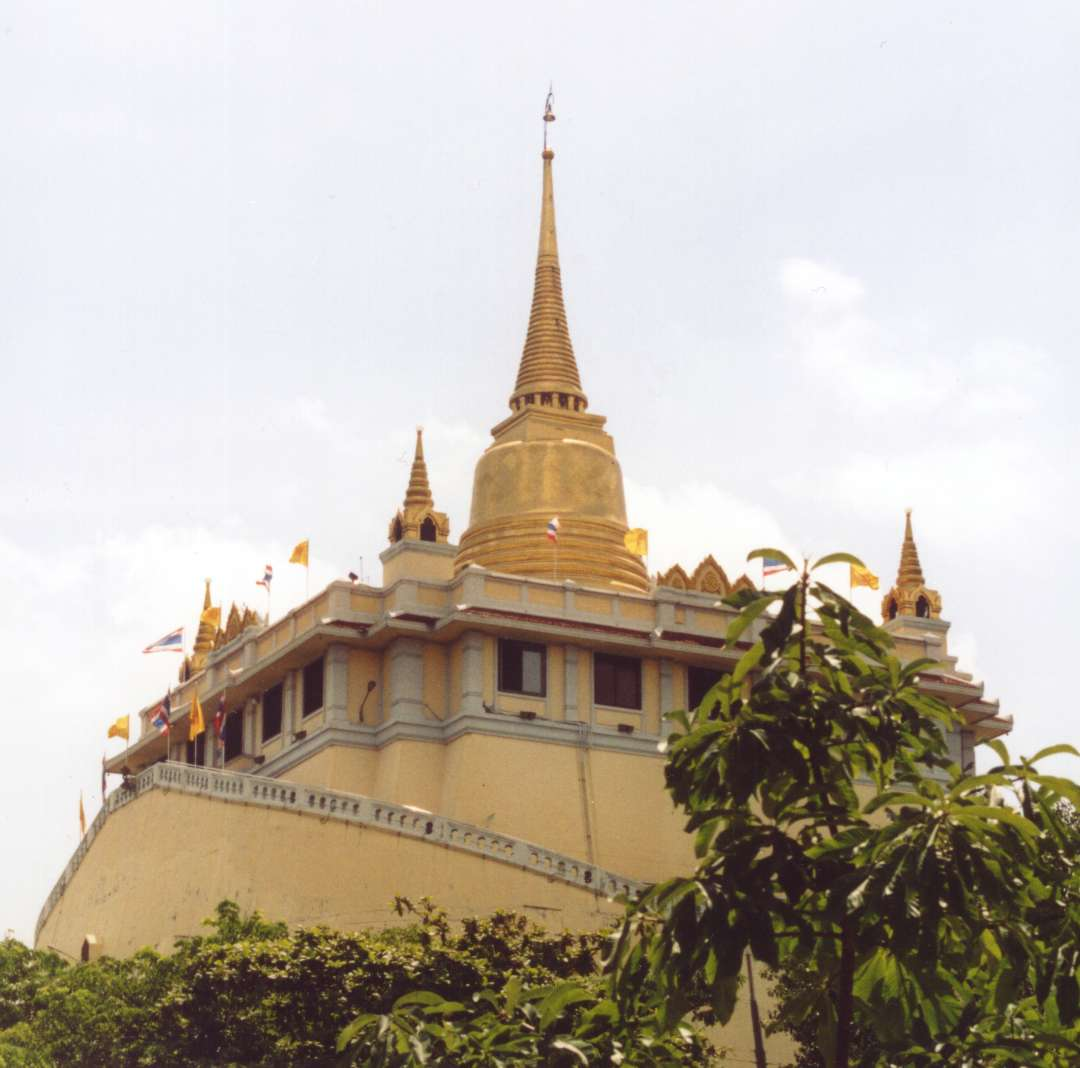
La montagne d'or
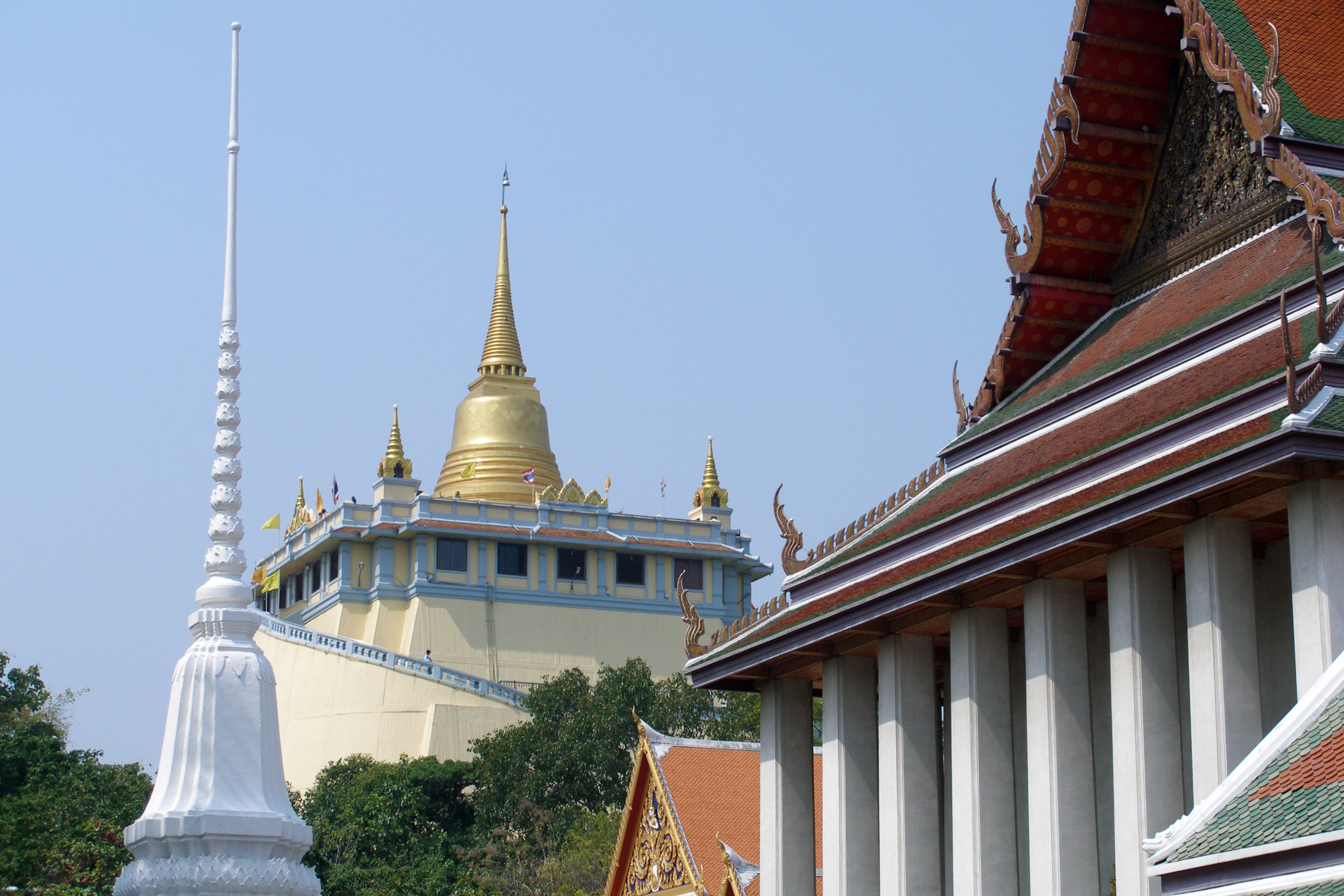
La montagne d'or vue du bot de Wat Saket
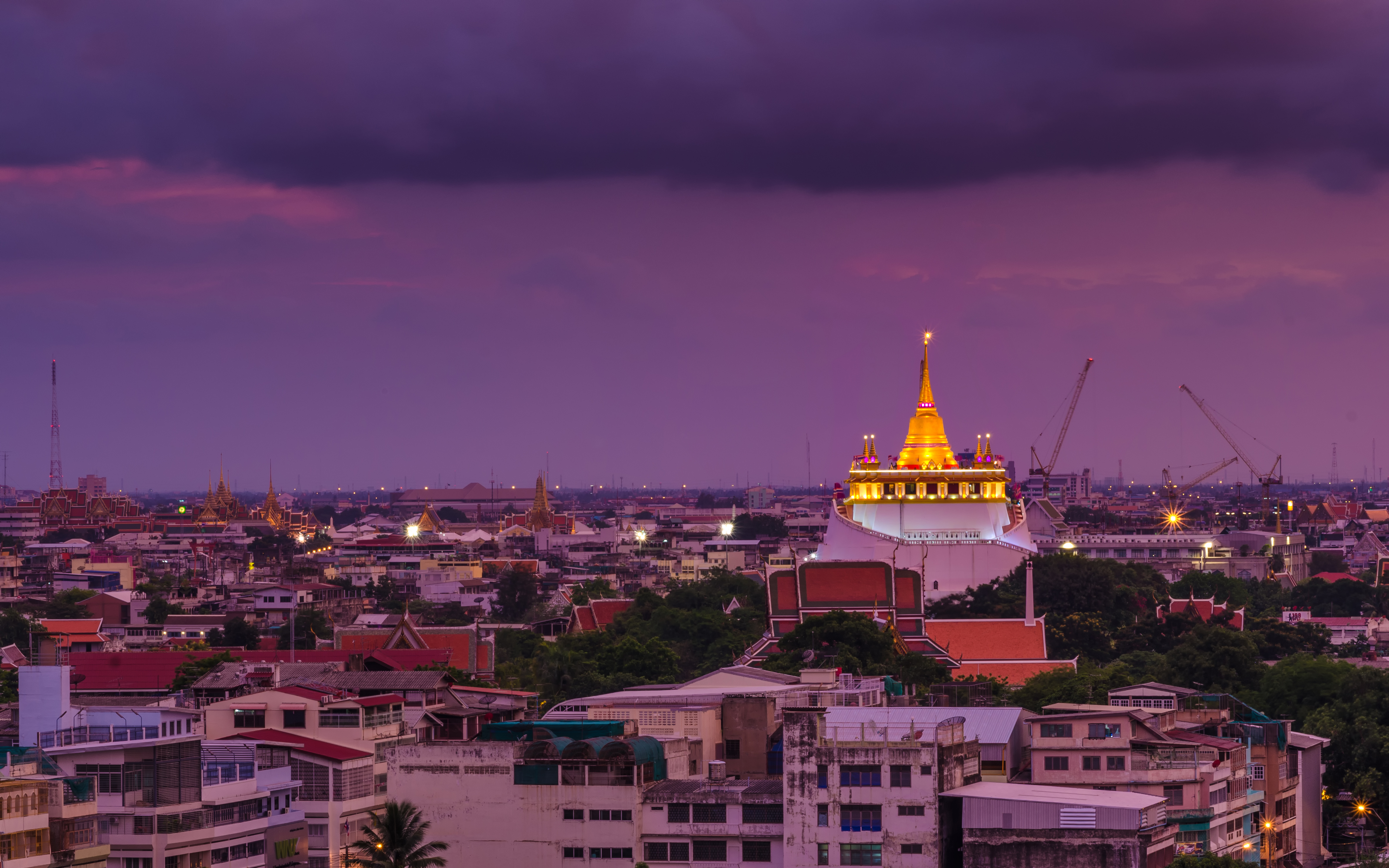
La montagne d'or, la nuit

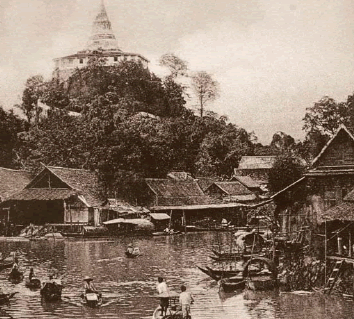
Un khlong et le Wat Saket (après 1850)

La décision d'ajouter un énorme chedi au temple date du début du règne de Rama III (1824-1851). Ce chedi s'écroula durant sa construction, en raison de la mollesse du sol (constitué comme partout ailleurs à Bangkok d'alluvions de la Chao Phraya gorgées d'eau). Durant le demi-siècle suivant, la masse de brique et de terre subsistante resta à l'abandon, prenant la forme d'une colline naturelle, couverte de végétation. C'est à cette époque qu'elle reçut le nom de Phu Khao (ภูเขา ; "montagne").
Sous le roi Rama IV (r. 1851-1868), un petit chedi fut construit au sommet. Il fut terminé sous le règne de Rama V (1868– 1910), et reçut une relique du Bouddha provenant d'Inde (1898). Dans les années 1940, la colline fut entourée de murs pour l'empêcher de s'éroder
Chaque mois de novembre se déroule une importante fête au Wat Saket, avec une ascension du Phu Khao Thong à la bougie. Le Phu Khao Thong est devenu une importante attraction touristique ; le reste du complexe du Wat Saket est beaucoup moins visité.

## Don des reliques du Bouddha Sakyamuni à la France
Cent onze ans après que les reliques du Bouddha Sakyamuni eurent été confiées à la Thaïlande, elles furent confiées à la France en 2009. Elles sont actuellement abritées à la Pagode de Vincennes, à Paris.

## Numismatique
Sur les pièces de monnaie en Thaïlande, on trouve de nos jours coté face l'effigie du souverain ; et  coté pile un temple bouddhiste.
Sur la pièce de 2 bahts en bronze d'aluminium , coté pile figure le temple Wat Saket.

## Notes et références

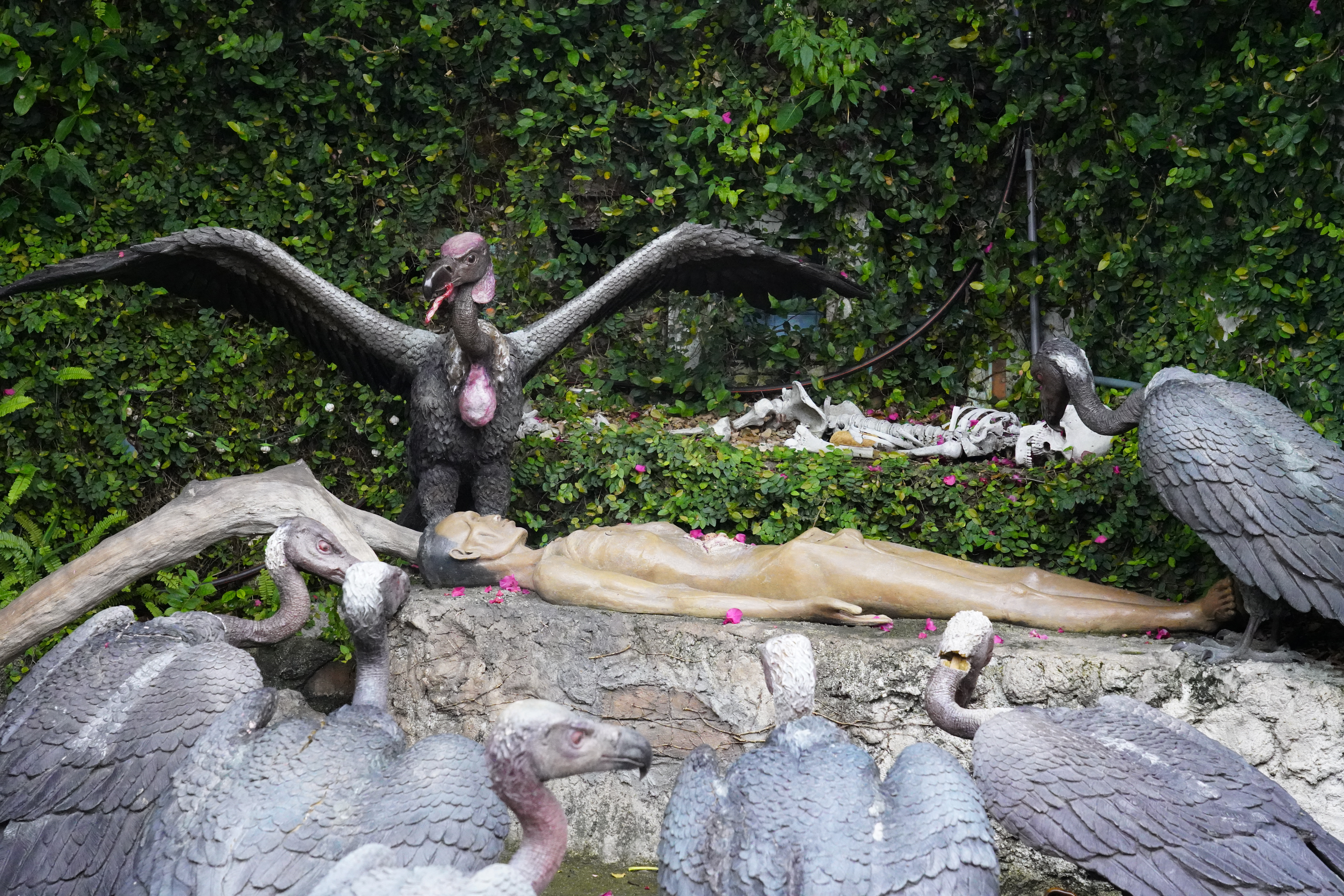
Statues de vautours, Wat Saket, Bangkok